# Hiroki Shibuya
Hiroki Shibuya (født 30. november 1966) er en tidligere japansk fodboldspiller og træner.
Han har spillet for flere forskellige klubber i sin karriere, herunder JEF United Ichihara, Tosu Futures og NTT Kanto.
Han har tidligere trænet Omiya Ardija og Roasso Kumamoto.